# فهرست نان‌های فرانسوی

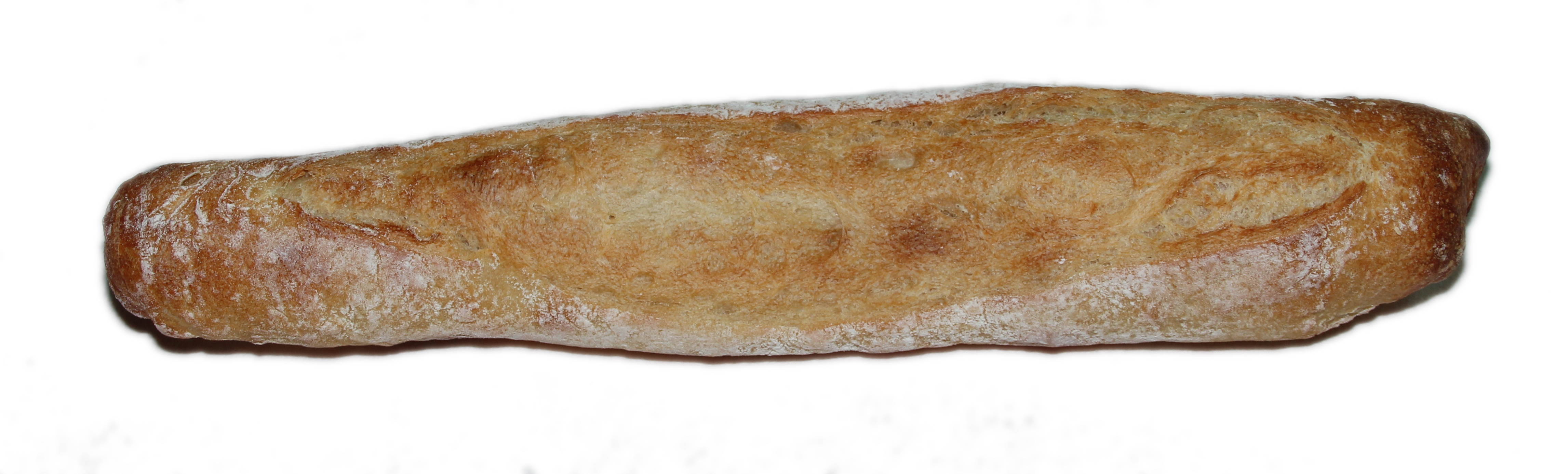
باگت

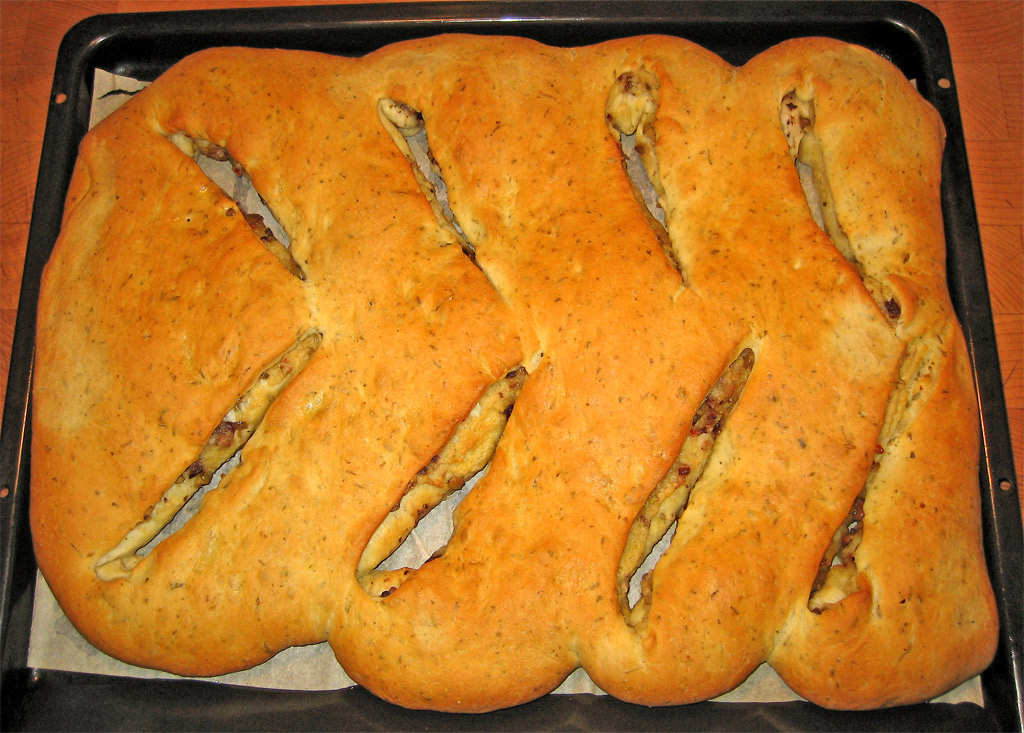
فوگاس

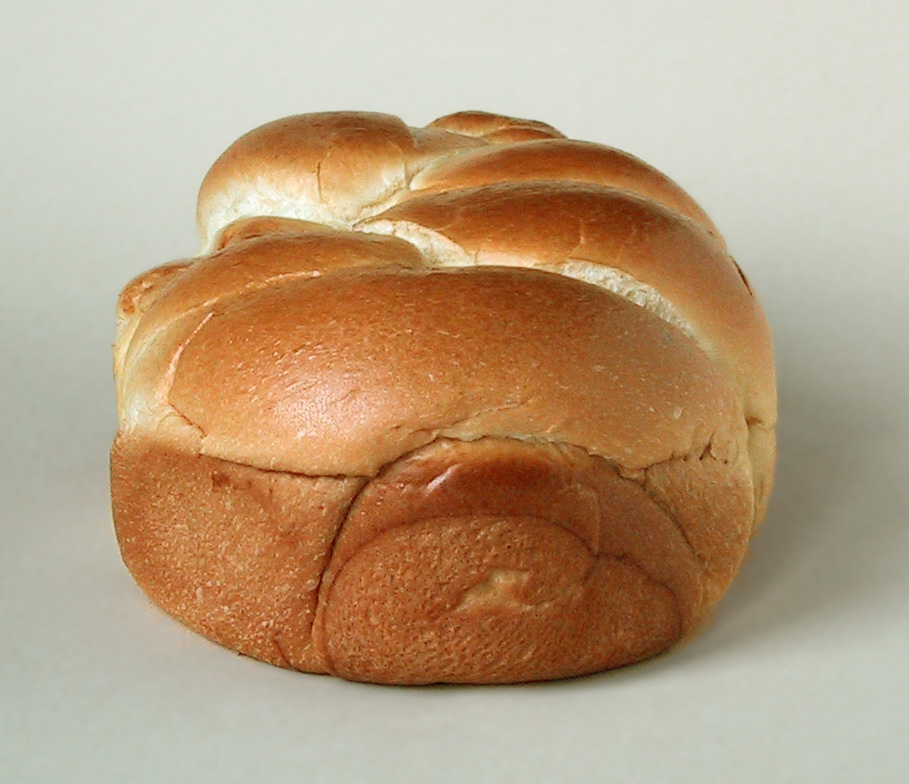
بریوش

فهرست نان‌های فرانسوی (انگلیسی: List of French breads)، فهرستی از نان‌های شاخص فرانسوی است که ریشهٔ ابداع آنها در فرانسه است.
- باگت - نوعی نان لاغر و دراز که خاستگاه آن در فرانسه است.[۱] «باگت سنتی فرانسوی» از آرد گندم، آب، مخمر و نمک معمولی تهیه می‌شود. این نان ممکن است تا ۲ درصد آرد باقلا، تا ۰٫۵ درصد آرد سویا و تا ۰٫۳ درصد آرد مالت گندم را دربرداشته باشد.[۲]
- بول - فرم سنتی این نان فرانسوی به شکل توپ له شده‌است. این نان به‌طور معمول با استفاده از آرد نان، نمک، آب و یک عامل ورآورنده آماده می‌شود.
- بریوش - این نان دارای مقدار زیادی کره و تخم‌مرغ می‌باشد، که باعث می‌شود مغز نان غنی، لطیف و متراکم باشد.
- کروسان - شیرینی فرانسوی وینویزری، پرکی، کره ای که از فرم کیپ‌فرل اتریشی الهام گرفته‌است.[۳]
- فالوش
- فیسل
- فوگاس
- پان بریه